# 埃爾斯米爾港
埃爾斯米爾港（英語：Ellesmere Port）是位於英國英格蘭柴郡的一個港口城市。據2011年人口普查，埃爾斯米爾港有人口61,090人。埃爾斯米爾港的產業多樣化，除了製造業之外，服務業亦十分發達，並且擁有多個旅遊景點。現在埃爾斯米爾港的城市規模仍然在不斷擴大。

## 外部連結
- Local Newspaper
- National Waterways Museum（页面存档备份，存于） (formerly the Boat Museum)
- The Blue Planet Aquarium （页面存档备份，存于）
- Ellesmere Port & Neston Community Transport (Local Charity)